# Надица Јовановић (пјевачица)
Надица Јовановић је српска пјевачица, извођач српске и влашке народне музике. Родом је из села Кочетин, које се налази у општини Жабари, у источној Србији. Била је популарна током 1990-их година. Познати су њени хитови Љу љу, љу љу, Надојна, Само тебе имам ја, Малине, Ферари, Селе моја, Остаћеш заувек срцу драг, Срећна сам, Не знам шта ћу с тобом, Дођи.

## Биографија
Надица Јовановић је рођена у селу Кочетин код Жабара. Надичин отац се звао Томислав. Мајка јој се звала Душица.

## Естрадна каријера и дискографија
Своју прву плочу издала је 1987. године. Плочу је снимила за продукцијску кућу Дискос. Плоча је носила назив Предосећам (ознака ЛПД 20001261), а на њој се нашло десет пјесама: страна А – Обрни, окрени, Предосећам, Очи зелене, Постоји нека друга жена и Пријатељство сачувајмо наше; страна Б – Желела сам да будемо срећни, Сви те знају, Далеко си, душо моја, Опрости што те волим и Једно лето, једна љубав.
Године 1988. прелази у ПГП РТБ и издаје плочу Љубав прошла, туга сама дошла (ознака 200417). На њој се нашло осам пјесама: на А страни – Љубав прошла, туга сама дошла, Куда идеш, Због тебе и Пустите ме, а на Б страни – Удајем се, Одсвирај нешто, С тобом ми је таман и Бреза.
За Београд тон издала је 1989. године албум (ЛП плочу и музичку касету) са почетном пјесмом Човек 20. века. Плоча је имала ознаку ЛП-120, док је трака носила ознаку К-120. Овај албум имао је девет пјесама: на А страни – Човек 20. века, Судбина, Ја сам ваша, Како је лепо и Сан, те на Б страни – Седам дана, Шта ће бити, Кунем ти се и Два бисера. На овом албуму, Надица Јовановић била је аутор текстова свих пјесама, сем пјесме Ја сам ваша, за коју је текст написао Миодраг Мики Јовичић. Поред тога, Надица је била и аутор музике и текста за пјесму Човек 20. века, за коју је аранжман урадио Миле Агатоновић Ага. Остале аранжмане урадио је Зоран Тирнанић Тирке.
За Југодиск 1990. године издаје плочу (ознака ЛПД 0567) под називом Цура боли глава. Албум је имао осам пјесама: на А страни – Пусти ме да прођем, Цура боли глава, Книнска Крајина и Нисам више шипарица, те на Б страни – Баш си мангуп, Није ово болест права, Памтим срећне дане и Кумовско коло.
Након тога враћа се у ПГП РТС, за који је у септембру 1993. године издала ЛП плочу (ознака ПУ 0050) под називом Само тебе имам ја, са осам пјесама: на А страни – Само тебе имам ја, Када се заљубим, Не знам шта ћу с тобом, и Остаћеш заувек срцу драг, а на Б страни – Кажеш ми, нано, Ниси ти човек једини, Злато моје и Срећна сам. Продуцен овог албума био је Златко Злаја Тимотић. Издавачка права за иностранство имала је издавачка кућа Хитекс свис (Hitex Swiss), која је издала ЦД под ознаком ХИТ 002. За поједине пјесме снима и музичке спотове.
Упоредо са овим албумом, заједно са Злајом Тимотићем, ради и албум са осам влашких пјесама, за које снима и спотове. То су пјесме Баће в'нту (Пири вјетар), Ам о сокре реа ка фокул (Имам свекрву, живу ватру), Љу љу, љу љу (Жељо моја), Ујте ће ла оки мјеи (Гледај ме у очи), Надојна (Обоје), Бецијошу (Пијаница), Бластамаре, пују мјеу (Проклет био, пиле моје) и Бађе мјеу (Драги мој).
Сљедеће године за МАТ и Камарад издала је ЦД (ознака ЦД 9410106), под називом Несаница. Овај албум је имао девет пјесама: Несаница, Ферари, Песма Цигана, Све ове године, Малине, Топиш се на мојим грудима, Пробуди се, Украо си срце моје и Господар. Пјесме Ферари и Све ове године извела је заједно са Гораном Ратковићем Ралом, који је био и аутор музике за Несаницу и Ферари, те текстописац за пјесму Све ове године.
Надица затим прави паузу од четири године, а онда за ЗАМ, 1998. године, издаје ЦД и траку са дванаест пјесама (ознаке ЦД 207 и АК 207) под називом Селе моја. Пјесме на овом албуму биле су: Селе моја, Судбина, Зора плава, Врата раја, Мајко, То, Цигани, то, Још имаш мене, Мој соколе, Тамо далеко, Дођи, Срна рањена и Обична девојка.
Године 2000. издаје компилацију својих најбољих пјесама, са насловном пјесмом Само тебе имам ја. У ову компилацију уврштено је двадесет пјесама: Само тебе имам ја, Малине, Селе моја, Не знам шта ћу с тобом, Срећна сам, Мајко, Кажеш ми, нано, Злато моје, Тамо далеко, Када се заљубим, Ферари, Мој соколе, Несаница, Украо си срце моје, То, Цигани, то, Човек једини, Срна рањена, Остаћеш заувек срцу драг, Обична девојка и Све ове године.
Године 2002. издала је ЦД са компилацијом изворних влашких народних пјесама под називом Влашки бисери, на којем се нашло 11 пјесама: Љу љу, љу љу (Жељо моја), Пасарике (Птичица), Ујте ће ла оки мјеи (Гледај ме у очи), Аса траи (Такав је живот), Пују мјеу (Пиле моје), Ам о сокре (Имам свекрву, живу ватру), Пластамаре, пују мјеу (Проклет био, пиле моје), Драгоста (Љубав), Бађе мјеу (Драги мој), Надојна (Обоје) и Пуишору мјеу (Пиленце моје).
Након овог албума прави паузу од пет година и 2007. године, за издавачку кућу Глобал мјузик (Global Music), под ознаком ЦД 001, издаје албум Мазо мамина. На овом албуму појавило се 17 пјесама – осам нових пјесама и девет старих хитова: Сто жалости, Мазо мамина, Шта ћу када туга закуца на врата, Кад би била (дует са Иваном Кукољем Кукијем), Дању спаваш, ноћу луташ, Ћера враголанка, Моје мало чудо и Иди, иди; те Само тебе имам ја, Малине, Селе моја, Срећна сам, Мајко, Ферари, Ниси ти човек једини, Остаћеш заувек срцу драг и Срна рањена.
Потом опет прави паузу од четири године и 2011. године, за издавачку кућу Фолк диск, под ознаком ЦД 457, издаје албум Влашке песме, компилацију њених нових и старих пјесама. Овај албум је имао 11 пјесама: Сирена, Љу љу, љу љу (Жељо моја), Надојна (Обоје), Бађе мјеу (Драги мој), Ујте ће ла оки мјеи (Гледај ме у очи), Аса траи (Такав је живот), Пасарике (Птичица), Ам о сокре (Имам свекрву, живу ватру), Бластамаре, пују мјеу (Проклет био, пиле моје), Пуишору мјеу (Пиленце моје) и Пују мјеу (Пиле моје).
Сљедеће године за Мелодију, дискографску кућу Телевизије Дуга издаје албум (ознака ЦД 044), под називом Лудо пунолетство, на којем су се нашле старе и нове пјесме. Овај албум садржи 17 пјесама: Лудо пунолетство, Судбино, Селе моја, Остаћеш заувек срцу драг, Миришу ти усне на малине зреле (Малине), Само тебе имам ја, Не знам шта ћу с тобом, Срећна сам, Мајко, Сто жалости, Шта ћу када туга закуца на врата, Кад бих била јастук бели (дует са Кукијем), Ферари, Ниси ти човек једини, Дању спаваш, ноћу луташ, Срна рањена и Обична девојка.
Познате су јој и пјесме Споменар и Што си тужна (дует са Радованом Јањушевићем). Поред својих пјесама, често интерпретира и пјесме других пјевача и српске народне пјесме.
Премда је соло пјевачица, има неколико снимљених дуета са Гораном Ратковићем Ралом, Иваном Кукољем Кукијем, Драганом Тодоровићем и Радованом Јањушевићем.
Надица Јовановић је сарађивала са многим познатим композиторима и текстописцима, међу којима се издвајају Драган Александрић, Милош Миша Марковић, Златко Злаја Тимотић, Драган Брајовић Браја, Новица Урошевић, Стева Симеуновић и други.
Осим естрадних наступа, Надица Јовановић често гостује на различитим весељима у влашким селима. Пјева на крштењима, свадбама и другим весељима.
Исто тако, наступа и на различитим приредбама и концертима у иностранству, од Америке до Европе. 
Надица Јовановић је и учесник бројних манифестација културно-умјетничког и хуманитарног карактера. Дана 7. децембра 2012. године, учествовала је на 8. Фестивалу УТЕКС-а. Фестивал је био хуманитарног карактера, а сав приход је био намијењен за лијечење дјевојчице Тијане Огњановић. Дана 26. децембра 2012. године, наступала је на Влашком новогодишњем балу у селу Лесковцу код Петровца на Млави. Бал је организовао Покрет влашког уједињења, под покровитељством Влашког националног савјета.

## Наступи на телевизији
Надица Јовановић је чест гост различитих телевизијских кућа, у источној Србији и шире, гдје изводи пјесме на влашком и српском језику. Имала је неколико наступа на РУФ ТВ из Петровца на Млави, на телевизији САТ из Пожаревца у емисији Планета Сезам која се емитује на РТВ Сезам из Бора, Телевизији Коперникус и другим телевизијама у Србији, БиХ, Македонији и Бугарској.
Приликом ТВ наступа учествује и у емисијама које популаризују изворну српску музику и промовишу контакт са српском дијаспором.

## Лична и политичка увјерења
Надица Јовановић се није јавно изјашњавала о својим политичким и националним увјерењима, али је гостовала на већ поменутом Влашком новогодишњем балу који су организовли Покрет влашког уједињења и Влашки национални савјет. Иначе, Покрет влашког уједињења, чији је лидер Слободан Перић, на српским парламентарним изборима 2014. године, подржао је листу Српске напредне странке, а Перић је, као кандидат ове листе, изабран за посланика у Народној скупштини. Гесло ове странке је: „Будите Власи, а не Румуни!“, а симбол странке је двоглави бијели орао.